# Ciempozuelos
Ciempozuelos est une commune d’Espagne, dans la communauté autonome de Madrid.

## Démographie
| 1900  | 1920  | 1930  | 1940  | 1950  | 1960  | 1970  | 1981   | 1986   | 1991   | 2000   | 2005   | 2008   | 2012   |
| ----- | ----- | ----- | ----- | ----- | ----- | ----- | ------ | ------ | ------ | ------ | ------ | ------ | ------ |
| 4 008 | 5 408 | 6 440 | 5 941 | 8 072 | 9 042 | 9 185 | 10 268 | 10 076 | 10 779 | 13 564 | 17 769 | 21 256 | 23 716 |

## Personnalités liés à la ville
- Aurora Rodríguez Carballeira (1879-1955 ), mère d'Hildegart Rodríguez Carballeira (1914-1933).
- Carlos González Ragel (1899-1969), peintre.